# Województwo wielkopolskie
Województwo wielkopolskie (dansk: voivodskabet Storpolen) er en administrativ del i det centrale Polen, et af de 16 voivodskaber der blev skabt efter den administrative reform i 1999. Voivodskabets hovedstad er Poznań. Voivodskabet storpolen har et areal på 29.826 km2 og 3.498.733 indbyggere(31.12.2019), befolkningstætheden er på 117.3 personer pr km2. Voivodskabet er opkaldt efter den historiske region Wielkopolska, det moderne Storpolen omfatter regionen undtagen nogle sydlige områder.
Voivodskabet Storpolen grænser op til voivodskabet Vestpommern mod nordvest, voivodskabet Pommern mod nord, voivodskabet Kujavien-Pommern mod nordøst, voivodskabet Łódźsk mod sydøst, voivodskabet Opole mod syd, voivodskabet nedre Schlesien mod sydvest og voivodskabet Lubusz mod vest.
Frugtbar landbrugsjord dækker omkring 60% af voivodskabets areal, mens 25.8% er skov, 20% af det samlede areal er vådområder. I området ligger Wielkopolski Nationalpark. Wielkopolskie har den højeste arbejdsløshed i Polen.

## Administrativ inddeling
Det Storpolske voivodskab er inddelt i 35 distrikter (powiat): 4 bydistrikter og 31 landdistrikter. Disse er underopdelt i 226 gmina.

### Byer i voivodskabet Storpolen
I voivodskabet er der 118 byer, listet herunder efter indbyggertal pr. 31. december 2019
1. Poznań (535.802)
2. Kalisz (100.482)
3. Piła (71.846)
4. Konin (71.427)
5. Ostrów Wielkopolski (71.947)
6. Gniezno (68.323)
7. Leszno (63.774)
8. Luboń (31.891)
9. Września (30.688)
10. Swarzędz (30.343)
11. Śrem (29.566)
12. Krotoszyn (28.845)
13. Turek (26.955)
14. Jarocin (26.155)
15. Wągrowiec (25.675)
16. Kościan (23.880)
17. Środa Wielkopolska (23.368)
18. Koło (21.838)
19. Gostyń (20.235)
20. Rawicz (20.225)
21. Szamotuły (18.752)
22. Chodzież (18.602)
23. Złotów (18.498)
24. Oborniki (18.104)
25. Pleszew (17.297)
26. Trzcianka (17.159)
27. Grodzisk Wielkopolski (14.644)
28. Nowy Tomyśl (14.574)
29. Ostrzeszów (14.137)
30. Kępno (14.101)
31. Mosina (14.060)
32. Słupca (13.712)
33. Wolsztyn (13.107)
34. Wronki (11.173)
35. Rogoźno (11.128)
36. Czarnków (10.675)
37. Międzychód (10.574)
38. Murowana Goślina (10.387)
39. Puszczykowo (9.695)
40. Kostrzyn (9.674)
41. Opalenica (9.587)
42. Pobiedziska (9.259)
43. Jastrowie (8.597)
44. Pniewy (8.047)
45. Kórnik (7.894)
46. Witkowo (7.828)
47. Trzemeszno (7.661)
48. Zbąszyń (7.264)
49. Koźmin Wielkopolski (6.499)
50. Kłodawa (6.446)
51. Krzyż Wielkopolski (6.220)
52. Buk (6.036)
53. Sieraków (6.031)
54. Stęszew (5.946)
55. Wieleń (5.870)
56. Śmigiel (5.688)
57. Czempiń (5.297)
58. Wyrzysk (5.146)
59. Odolanów (5.135)
60. Nowe Skalmierzyce (4.751)
61. Zduny (4.512)
62. Golina (4.495)
63. Skoki (4.407)
64. Krobia (4.325)
65. Szamocin (4.223)
66. Kleczew (4.159)
67. Okonek (3.869)
68. Nekla (3.791)
69. Ujście (3.695)
70. Opatówek (3.673)
71. Krajenka (3.647)
72. Rakoniewice (3.594)
73. Miłosław (3.576)
74. Sompolno (3.539)
75. Gołańcz (3.310)
76. Tuliszków (3.266)
77. Kobylin (3.249)
78. Miejska Górka (3.232)
79. Ślesin (3.153)
80. Dobrzyca (3.130)
81. Pyzdry (3.127)
82. Margonin (2.988)
83. Zagórów (2.985)
84. Lwówek (2.964)
85. Łobżenica (2.951)
86. Bojanowo (2.906)
87. Rydzyna (2.895)
88. Kaczory
89. Sulmierzyce (2.880)
90. Poniec (2.859)
91. Książ Wielkopolski (2.715)
92. Czerniejewo (2.666)
93. Kłecko (2.632)
94. Wysoka (2.628)
95. Borek Wielkopolski (2.508)
96. Obrzycko (2.382)
97. Rychwał (2.372)
98. Osieczna (2.352)
99. Mieścisko
100. Żerków (2.121)
101. Raszków (2.108)
102. Pogorzela (2.095)
103. Dąbie (1.999)
104. Jutrosin (1.984)
105. Grabów nad Prosną (1.939)
106. Ostroróg (1.908)
107. Koźminek
108. Mikstat (1.837)
109. Chocz (1.790)
110. Wielichowo (1.755)
111. Krzywiń (1.706)
112. Przedecz (1.667)
113. Dolsk (1.558)
114. Stawiszyn (1.520)
115. Jaraczewo (1.412)
116. Rychtal
117. Dobra (1.390)
118. Miasteczko Krajeńskie

## Personer fra Województwo wielkopolskie
- Wisława Szymborska († 2012), digter